# Віконт Ґорманстон

Герб віконтів Ґорманстон.

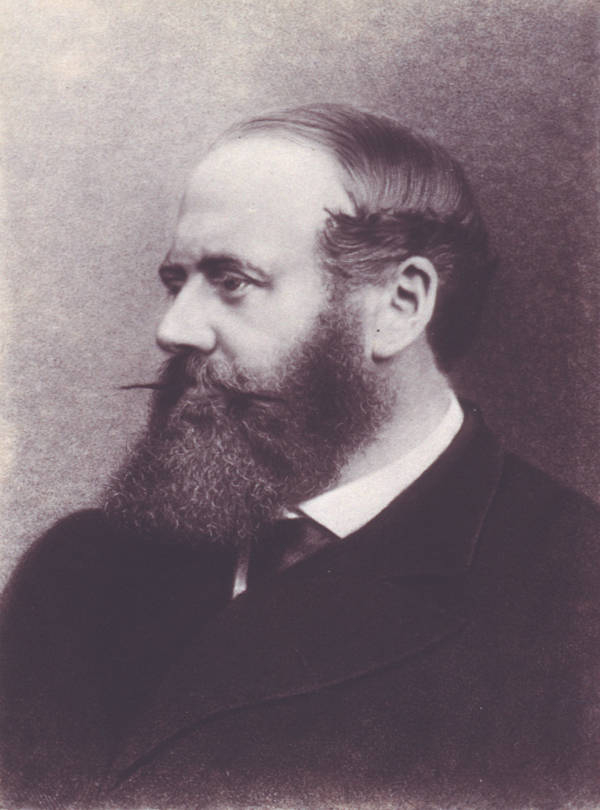
Дженіко Престон – XIV віконт Ґорманстон.

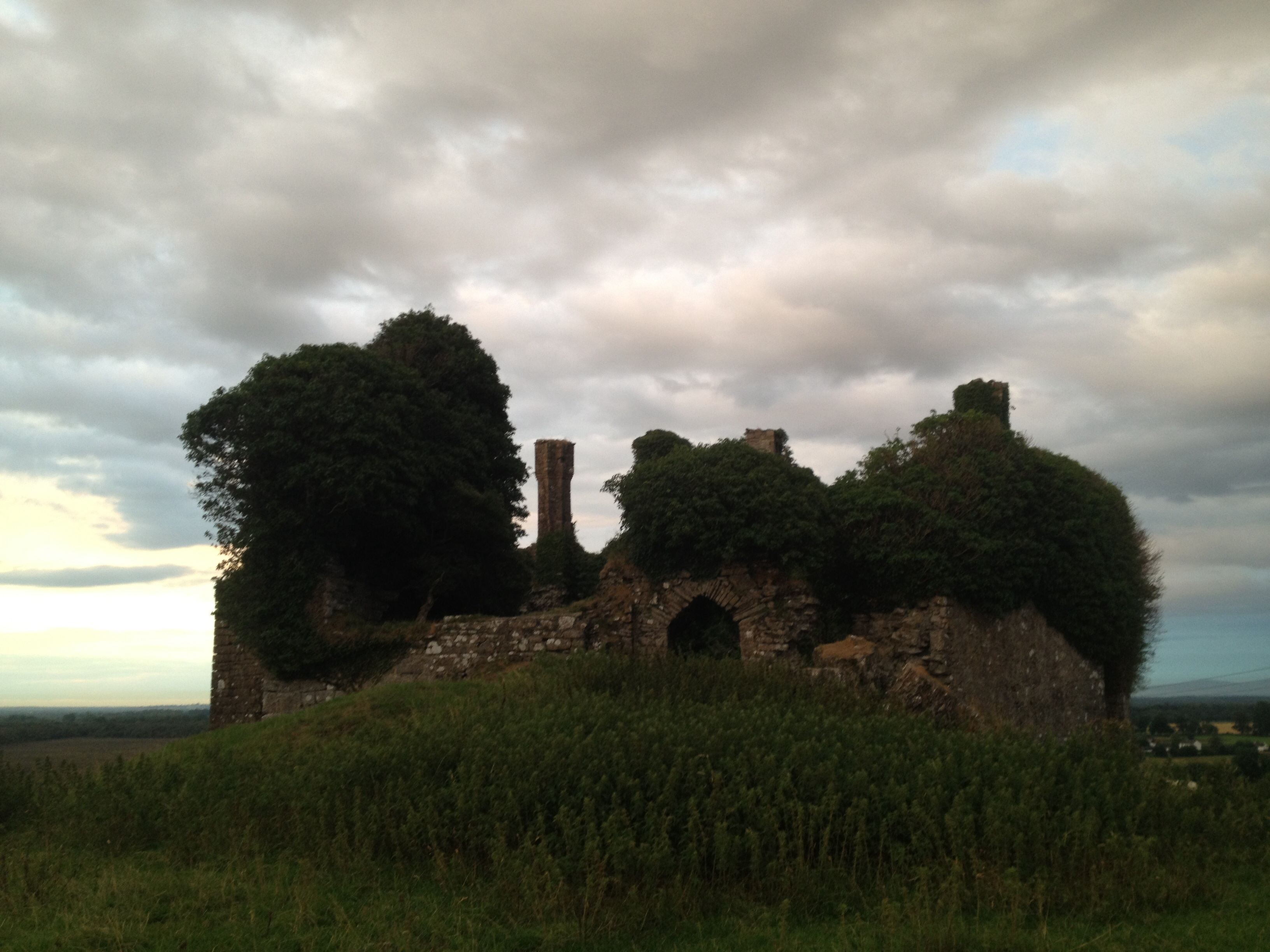
Руїни замку Карбарі – резиденції баронів Ґорманстон.

Віконт Ґорманстон(англ. - Viscount Gormanston) – аристократичний титул в перстві Ірландії. 

## Історія віконтів Ґорманстон
Титул віконт Ґорманстон був створений в перстві Ірландії в 1458 році для Роберта Престона – голови аристократичного роду Престонів, що походили з Ланкаширу. Це найдавніший титул віконтів на Британських островах. Родина Престон походить від сера Роберта Престона, що володів посадою лорд-канцлера Ірландії. Десь між 1365 та 1370 роками він отримав титул барона Ґорманстон від короля Англії і став депутатом парламенту Ірландії. Він був сином Роджера де Престона (помер у 1346 році) та його дружини та двоюрідної сестри Мод (або Матильди) де Престон. Роджер де Престон був сином Адама де Престона, багатого купця з Престона, Ланкашир. Родина Престонів прибула до Ірландії на початку XIV століття. Роджер обіймав декілька судових посад, включаючи суддю Суду загальних справ (Ірландія). Вперше про Роберта Престона чують у 1346 році, коли він успадкував майно в Престоні. Він пішов за своїм батьком у юридичну професію, ставши сержантом ірландського короля приблизно в 1348 році і генеральним прокурором Ірландії в 1355 році. Як головний юрист Корони він виконував обтяжливі обов’язки: у 1357 році йому було наказано супроводжувати лорда-суддю Ірландії через Лейнстер (Лагін) і Манстер (Муму), а також заявляти та захищати клопотання від імені Корони. На цій посаді він був майже 6 місяців, що, мабуть, серйозно заважало його приватній практиці, хоча він отримував зарплату в 29 фунтів стерлінгів, що тоді було дуже великою сумою, а також корона оплачувала його витрати. У 1358 році він став Головним суддею Ірландії і обіймав цю посаду протягом 20 років. У 1359 – 1361 роках англійська корона зіткнулася з серйозним повстанням в Лейнстері на чолі з ірландськими кланами О'Бірн і Мак-Марро-Кавана. Король Едуард III призначив свого другого сина Ліонеля Антверпенського лорд-лейтенантом Ірландії, щоб придушити повстання. У цьому він виявився у значній мірі успішним. Престон служив його лейтенантом в кампанії і отримав лицарське звання. Саме за це він отримав титул барона Ґорманстоном десь між 1365 і 1370 роками. Він уже був викликаний до ірландського парламенту як барон Келлс, по праву своєї першої дружини, Маргарет де Бермінгем. У 1367 році він входив до комісії, щоб з'ясувати, які прибутки були належні англійській короні від казначейства Ірландії, а пізніше того ж року він брав участь в іншій комісії, щоб з’ясувати, чи є маєток Раткіл є у власності корони. Незважаючи на його тісні родинні зв’язки (через свою першу дружину) з родиною Бермінгемів з Карбері, він зазнав значних втрат під час приватної війни Бермінгемів в графствах Міт і Кілдер у 1367 – 1368 роках і був змушений розмістити гарнізон замку Карбері. Незрозуміло, чи грав він якусь роль у невдалих переговорах в Карбері в 1368 році, коли де Бермінгеми, порушивши перемир’я, ув’язнили представників корони. У останні роки життя він продовжував обіймати високі посади: він ненадовго був лордом-канцлером Ірландії у 1388 році, заступником юстиціарія Ірландії в 1389 році, а в 1391 році він був призначений канцлером казначейства Ірландії. Він володів колекцією юридичних і політичних праць, у тому числі суперечливим трактатом «Modus Tenendi Parliamentum» - «Настанови про проведення засідань парламенту» (лат.), в якому підкреслювалась вирішальна роль, яку відіграє парламент в уряді, і, на думку його критиків, виправдовує усунення від влади короля. Колекція перейшла до його сина, ІІ барона, який уважно вивчив її. Це стало причиною суперечок під час політичної кризи 1418 - 1419 років, коли син Роберта Крістофер - ІІ барон Ґорманстон був звинувачений у державній зраді, в основному через те, що він володів «Модусом». Його основним місцем проживання, набутим через шлюб, був замок Карбері, графство Кілдер. Він купив замок і маєток Ґорманстон, графство Міт у родини Сент-Аманд у 1363 році. Спочатку він одружився з Маргарет де Бермінгем, дочкою і спадкоємицею сера Волтера де Бермінгема – титулярного барона Келлс-ін-Оссорі, завдяки якому він отримав замок Карбері (який зараз в руїнах). Він одружився вдруге з Джоанною Хюґелі. Після його смерті в 1396 році його наступником став його син Крістофер Престон, що також отримав титул барона Келлс від своєї матері.
Титул успадкував його син, що став ІІ бароном Ґорманстон. Він у свій час був відомим політиком та державним діячем на тій частині Ірландії яку контролювала Англія. Але він був заарештований за «державну зраду» в 1418 році. Його правнук успадкував титул і став IV бароном Ґорманстон. Він отримав посаду лорд-намісника Ірландії. А в 1478 році він отримав титул віконта Ґорманстон в перстві Ірландії. Його син успадкував титул і став ІІ віконтом Ґорманстон. Він служив на посаді лорда-судді Ірландії в 1525 році. Його нащадок успадкував титул і став VII віконтом Ґорманстон. Він був прибічником короля Англії, Шотландії та Ірландії Якова ІІ (Джеймса ІІ). Після «Славетної революції», що скинула з трону Якова ІІ віконт Ґорманстон був оголошений поза законом. 
Дженіко Престон брав учать в придушенні повстання за незалежність Ірландії 1798 року. За це йому корона Англії в 1800 році пробачила «злочин» його предка і відновила йому титул віконта який він носив «де юре». Він став офіційно ХІІ віконтом Ґорманстон і депутатом Палати лордів парламенту Ірланії якраз напередодні його остаточного скасування. Ві був правнуком Ентоні Престона – «де юре» ІХ віконта Ґорманстон – племінника VII віконта Ґорманстон. Титул успадкував його син, що став ХІІІ віконтом Ґорманстон. У 1868 році він отримав титул барона Ґорманстон з графства Міт в перстві Великобританії, що дало змогу віконтам Ґорманстон бути депутатами в Палаті лордів парламенту Об’єднаного Королівства Великобританії та Ірландії. 
Титул успадкував його син, що став XIV віконтом Ґорманстон. Він отримав посаду губернатора Британської Гвіани, а потім губернатора Тасманії. Він народився в замку Ґорманстон, графство Міт, Ірландія, він був сином і спадкоємцем Едварда Престона – ХІІІ  віконта Ґорманстон від його дружини Лукреції - дочки Вільяма Чарльза Джернінгема. Він служив у 60-му королівському стрілецькому корпусі в 1855 році і служив лейтенантом під час придушення індійського повстання 1857 року, а потім пішов у відставку з британської армії в 1860 році. Дженіко Престон обіймав церемоніальні пости верхнього шерифа графства Дублін (1865), графства Міт (1871), був призначений камергером лорда-лейтенанта Ірландії, маркіза Аберкорна і займав цю посаду в 1866 – 1868 роках. Він успадкував титул віконта в 1876 році і став депутатом Палати лордів як барон Ґорманстон.  У 1885 році він був призначений губернатором Підвітряних островів, цей пост займав до 1887 року, а потім був губернатором Британської Гвіани з 1887 по 1893 рік і губернатором Тасманії з 1893 по 1900 рік. Він спершу одружився з її світлістю Ісмей Луїзою Урсулою Беллью - дочкою Патріка Белью – І барона Белью в 1861 році. У них не було дітей. Після смерті своєї першої дружини в 1875 році він одружився вдруге з Джорджиною Джейн Коннеллан - дочою майора Пітера Коннеллана в 1878 році. У них було троє синів і одна дочка. Лорд Горманстон помер у Дубліні в жовтні 1907 року у віці 70 років, титул успадкував його старший син Дженіко Едвард Джозеф Престон, що став XV віконтом Ґорманстон. 
Дженіко – XV віконт Ґорманстон мав титул Першого  віконта Ірландії, він був капітаном Королівських ірландських стрілецьких військ, працював на посаді заступника лорд-лейтенанта графства Міт.
На сьогодні титулом віконт Ґорманстон володіє правнук XV віконта, що став XVII віконтом Ґорманстан. Він отримав титули в 1940 році в віці 7 місяців після того, як його батько загинув під час Другої світової війни на території Франції. 
До родини Престон належав Томас Престон, що отримав титул І віконта Тари. Він був другим сином IV віконта Ґорманстон. Джон Престон – І барон Тара був нащадком молодшого брата І віконта Тари. Незвичайне ім’я Дженіко носили багато чоловіків з роду Престон. Це ім’я походить від солдата Дженіко Д’Артуа, що народився в Гасконі (Франція) – видатного військового командира, що став багатим землевласником в Ірландії. Його дочка Джейн вийшла заміж за ІІІ барона Ґорманстон і була матір’ю сера Роберта Престона, що отримав титул віконта.
Традиційним родовим гніздом віконтів був замок Ґорманстон, що біля селища Догеда, що в графстві Міт. 

## Барони Ґорманстон (1365)
- Роберт Престон (помер у 1396 р.) – І барон Ґорманстон
- Крістофер Престон (помер у 1422 р.) – ІІ барон Ґорманстон
- Крістофер Престон (помер 1450 р.) – ІІІ барон Ґорманстон
- Роберт Престон (помер у 1503 р.) – IV барон Ґорманстон (отримав титул віконта Ґорманстон в 1478 р.)

## Віконти Ґорманстон (1478)
- Роберт Престон (1435 – 1503) – І віконт Ґорманстон
- Вільям Престон (помер у 1532 р.) – ІІ віконт Ґорманстон – єдиний син І віконта
- Дженіко Престон (1502 – 1569) – ІІІ віконт Ґорманстон – єдиний син II віконта
- Крістофер Престон (1546 – 1599) – IV віконт Ґорманстон; старший син III віконта
- Дженіко Престон (1584 – 1630) – V віконт Ґорманстон; старший син IV віконта
- Ніколас Престон (1608 – 1643) – VI віконт Ґорманстон; єдиний син V віконта
- Дженіко Престон (помер у 1691) – VII віконт Ґорманстон (оголошений поза законом 1691); старший син VI віконта
- Дженіко Престон (1640 – 1700) – де-юре VIII віконт Ґорманстон; молодший син VI віконта
- Ентоні Престон (помер 1716) – де-юре IX віконт Ґорманстон; єдиний брат де-юре VIII віконта
- Дженіко Престон (1707 – 1757) – де-юре X віконт Ґорманстон; єдиний син де-юре IX віконта
- Ентоні Престон (1736 – 1786) – де-юре XI віконт Ґорманстон; старший син де-юре X віконта
- Дженіко Престон (1775 – 1860) – XII віконт Ґорманстон (відновлений в правах на титул 1800); єдиний син де-юре XI віконта
- Едвард Ентоні Джон Престон (1796 – 1876) – XIII віконт Ґорманстон; старший син XII віконта
- Дженіко Вільям Джозеф Престон (1837 – 1907) – XIV віконт Ґорманстон; старший син XIII віконта
- Дженіко Едвард Джозеф Престон (1879 – 1925) – XV віконт Ґорманстон; старший син XIV віконта
- Дженіко Вільям Річард Престон (1914 – 1940) – XVI віконт Ґорманстон; старший син XV віконта; загинув у бою у Франції під час Другої світової війни
- Дженіко Ніколас Дадлі Престон (1939 р. н.) – XVII віконт Ґорманстон; єдиний син XVI віконта

Спадкоємцем титулу є нинішній старший син віконта його світлість Дженіко Френсіс Тара Престон (1974 р. н.)